# Tanjung Merahe (Selesai)
Tanjung Merahe is een bestuurslaag in het regentschap Langkat van de provincie Noord-Sumatra, Indonesië. Tanjung Merahe telt 2489 inwoners (volkstelling 2010).